# Anonymidae
Famille
Les Anonymidae sont une famille de vers plats marins, de la super-famille des Anonymoidea (sous-ordre des Cotylea, ordre des Polycladida).

## Systématique

### Famille des Anonymidae
Le nom valide complet (avec auteur) de ce taxon est Anonymidae Lang, 1884.

### Liste des genres
Selon la base de données World Register of Marine Species (20 novembre 2023), la famille des Anonymidae regroupe les genres suivants :
- genre Anonymus Lang, 1884
- genre Marcusia Hyman, 1953
- genre Simpliciplana Kaburaki, 1923